# Čelo (Krkonoše)
Čelo (polsky Czolo německy Kammsteig) je hora v Krkonoších ležící na česko-polské hranici 1 km severozápadně od Pomezních Bud a 4 km jihovýchodně od polské Karpacze. Jde o vedlejší vrchol Tabule na východním straně hraničního Lesního hřebene, což je nejvýchodnější výběžek 30 km dlouhého Slezského hřbetu, který se táhne až od Harrachova.

## Přístup
Čelo a Tabule neleží na hlavní krkonošské hřebenovce – červeně značené cestě česko-polského přátelství, která od česko-polských hranic uhýbá v Sovím sedle a cestu na Pomezní Boudy si zkracuje po jižním úbočí hraničního hřebenu. Přístup je ale možný po modré turistické značce z Pomezních Bud směrem na Svorovou horu a Sněžku (1,5 km s převýšením 250 m). Z Polska vede žlutá značka z města Kowary na Tabuli (polsky Skalny Stół) (7 km), odkud je to na Čelo 1,5 km po modré značce na východ.